# ジャパンサイクルリーグ
ジャパンサイクルリーグ（英: Japan Cycle League、略称: JCL）は、2021年に最初のシーズンが開幕した日本のプロサイクルロードレースリーグである。運営は一般社団法人ジャパンサイクルリーグ。

## 歴史
2019年3月、Jプロツアーなどを主催する全日本実業団自転車競技連盟（JBCF）より新リーグ構想が発表された。
当初はJプロツアーを2020年限りで終了し新リーグに移行する予定だったが、新型コロナウイルス感染拡大の影響により大会中止が相次いだため、新リーグ構想は一旦凍結され、その後、Jプロツアーは2021年も継続されることが決まったが、連盟を離脱した役員により独自に新リーグ発表がなされた。そのため、両者間で調整を行ったうえで併存されることになった。
11月6日、リーグ名および参加チームともに発足が発表された。運営会社の代表にキナンサイクリングチーム創始者の加藤康則、チェアマンに元F1ドライバーでTEAM UKYO相模原創始者でもある片山右京がそれぞれ就任した。
参加チームはホームタウンを持つ地域密着型チームを中心にコンチネンタルチームで構成。初年度はJプロツアーから転籍の8チームと新規参入1チームの計9チームで行われる。
初年度のタイトルスポンサーに三菱地所が付くことが決まった。
2021年3月27日、初年度のシーズンが開幕した。
2019年から開催されているトラックレースの「BANK LEAGUE」もJCL主催に移管された。
2022年1月、並立状態にあったトップリーグの一本化に向けてJCLとJBCFの間で話し合いがもたれ、まずJCL2022年シーズンはJBCFが競技主管する公認大会として開催し、JCL・JBCF両大会にJCLよりキナンレーシングチーム、JBCFよりマトリックス・パワータグが出場することになった。2022年シーズンは10チームで行われる。
2022年3月4日、JリーグやBリーグの設立に関わった日本トップリーグ連携機構の川渕三郎会長が名誉顧問就任。
2022年4月16日、カンセキ真岡芳賀ロードレースで2年目シーズンが開始した。
なお、2020年に開始された女子自転車リーグである「クイーン・リーグ」はJCLとの直接の関係はないが、JCL参加チームのひとつである宇都宮ブリッツェンの運営会社と提携を結んでいる。
2024年は前年のJCL単独参加チームがJプロツアーに参加し、4年ぶりのリーグ統合となる。以降、JCLはJCL TEAM UKYOを活動の中心とするグローバル活動を展開する予定。

## 2021年レース日程
- 3月27日：カンセキ真岡芳賀ロードレース
- 3月28日：カンセキ宇都宮清原クリテリウム
- 7月10日 : 広島トヨタ広島ロードレース
- 7月11日 : 広島トヨタ広島クリテリウム
- 8月8日 : コーユーレンティアオートポリスロードレース
- 9月11日 : 山口ながとクリテリウム
- 9月12日 : 秋吉台カルストロードレース
- 10月9日：三菱地所おおいたいこいの道クリテリウム（JCLポイント付与対象）
- 10月10日：三菱地所おおいたアーバンクラシック（JCLポイント付与対象）
- 10月31日：湧水の郷しおやクリテリウム
- 11月6日：大田原ロードレース
- 11月7日：那須塩原クリテリウム

## 2022年レース日程
- 4月16日：カンセキ真岡芳賀ロードレース
- 4月17日：カンセキ宇都宮清原クリテリウム
- 5月27日：ツール・ド・熊野 赤木川清流コース（JCLポイント付与対象）
- 5月28日：ツール・ド・熊野 熊野山岳コース（JCLポイント付与対象）
- 5月29日：ツール・ド・熊野 太地半島周回コース（JCLポイント付与対象）
- 7月9日 : 広島ロードレース
- 7月10日 : 広島クリテリウム
- 8月6日 : 大分県
- 8月7日：大分県
- 9月3日：古座川町ロードレース
- 9月25日：高知県宿毛市ロードレース
- 10月22日：那須塩原クリテリウム
- 10月23日：栃木県
- 10月29日 : 山口ながとクリテリウム
- 10月30日 : 秋吉台カルストロードレース

## 2023年レース日程
- 2月18日：丸の内クリテリウム（エキシビション）
- 3月25日：カンセキ真岡芳賀ロードレース
- 3月26日：カンセキ宇都宮清原クリテリウム
- 5月21日：ツアー・オブ・ジャパン 1st.
- 5月22日：ツアー・オブ・ジャパン 2st.
- 5月23日：ツアー・オブ・ジャパン 3st.
- 5月24日：ツアー・オブ・ジャパン 4st.
- 5月25日：ツアー・オブ・ジャパン 5st.
- 5月26日：ツアー・オブ・ジャパン 6st.
- 5月27日：ツアー・オブ・ジャパン 7st.
- 5月28日：ツアー・オブ・ジャパン 8st.
- 6月2日：古座川ロードレース
- 6月3日：ツール・ド・熊野 1st.
- 6月4日：ツール・ド・熊野 2st.
- 6月24日：全日本U23
- 6月25日：全日本エリート
- 7月8日：佐木島ロードレース
- 7月9日：広島クリテリウム
- 9月8日：ツール・ド・北海道 1st.
- 9月9日：ツール・ド・北海道 2st.
- 9月10日：ツール・ド・北海道 3st.
- 9月24日：高知ロードレース
- 9月30日：おおいたいこいの道クリテリウム
- 10月1日：おおいたアーバンクラシック
- 10月7日：ツール・ド・九州 1st.
- 10月8日：ツール・ド・九州 2st.
- 10月9日：ツール・ド・九州 3st.
- 10月14日：ジャパンカップ クリテリウム
- 10月15日：ジャパンカップ ロードレース
- 11月4日：山口ながとクリテリウム
- 11月5日：秋吉台カルストロードレース
- 11月12日 ツール・ド・おきなわ

## 参加チーム
| チーム名                           | ホームタウン                                 | 加入年 | 備考                                                                            |
| ---------------------------------- | -------------------------------------------- | ------ | ------------------------------------------------------------------------------- |
| 宇都宮ブリッツェン                 | 栃木県宇都宮市                               | 2021   |                                                                                 |
| さいたま那須サンブレイブ           | 埼玉県さいたま市 栃木県那須地域 新潟県佐渡市 | 2023   | さいたまディレーブと那須ブラーゼンが統合 2023年中に佐渡ゴールデンアイビスを新設 |
| レバンテフジ静岡                   | 静岡県富士市                                 | 2021   |                                                                                 |
| キナンレーシングチーム             | 和歌山県新宮市 三重県熊野市                  | 2021   | 2022年よりJBCFにも参加                                                          |
| ヴィクトワール広島                 | 広島県広島市                                 | 2021   |                                                                                 |
| VC福岡                             | 福岡県福岡市                                 | 2021   |                                                                                 |
| スパークルおおいたレーシングチーム | 大分県大分市                                 | 2021   | 新規加入                                                                        |

### 過去の参加チーム
| チーム名                 | ホームタウン     | 加入年 | 脱退年 | 備考                                                    |
| ------------------------ | ---------------- | ------ | ------ | ------------------------------------------------------- |
| 那須ブラーゼン           | 栃木県那須地域   | 2021   | 2022   | さいたま那須サンブレイブとして統合                      |
| さいたまディレーブ       | 埼玉県さいたま市 | 2021   | 2022   | さいたま那須サンブレイブとして統合                      |
| TEAM UKYO相模原          | 神奈川県相模原市 | 2021   | 2022   | 旧Team UKYO 2023年よりJCL TEAM UKYOとして国際レース参加 |
| マトリックス・パワータグ | 大阪府高石市     | 2022   | 2022   | JBCFより参加                                            |

## 歴代年間総合優勝
- 2021年：宇都宮ブリッツェン
- 2022年：TEAM UKYO相模原

## 歴代個人総合優勝
- 2021年：山本大喜（キナン）
- 2022年：小野寺玲（宇都宮）

## 中継
発足から2シーズンは公式YouTubeチャンネルにて無料ライブ配信を行ってきたが、2023年シーズンからはMoshicomを利用した有料配信に切り替えた（ツール・ド・熊野など一部レースは引き続きYouTubeで配信）。今後、JCL公式アプリでの配信も予定している。